# Martin-chasseur géant
Dacelo novaeguineae
Pour les articles homonymes, voir Kookaburra.
Espèce
Statut de conservation UICN

 LC  : Préoccupation mineure
Le Martin-chasseur géant (Dacelo novaeguineae), aussi appelé kookaburra, est une espèce d'oiseaux de la famille des alcédinidés présents en Australie.
Oiseau mythique dans la culture aborigène d'Australie, son chant ressemble à un rire rauque. Son nom en anglais (de la langue menacée wiradjuri) est d'ailleurs laughing kookaburra (littéralement « kookaburra rieur »).

## Dénomination
L'appellation kookaburra provient du terme aborigène wiradjuri gugubarra.

## Description
C'est un oiseau trapu de 45 cm de long, d'environ 500 g, avec une grosse tête, un œil marron saillant et un très grand bec pointu.
Le mâle se distingue facilement de la femelle par le bleu des ailes et le bleu foncé de la queue.
La femelle a un peu de bleu clair sur les ailes mais n'a pas de bleu sur la queue.

## Distribution et habitat

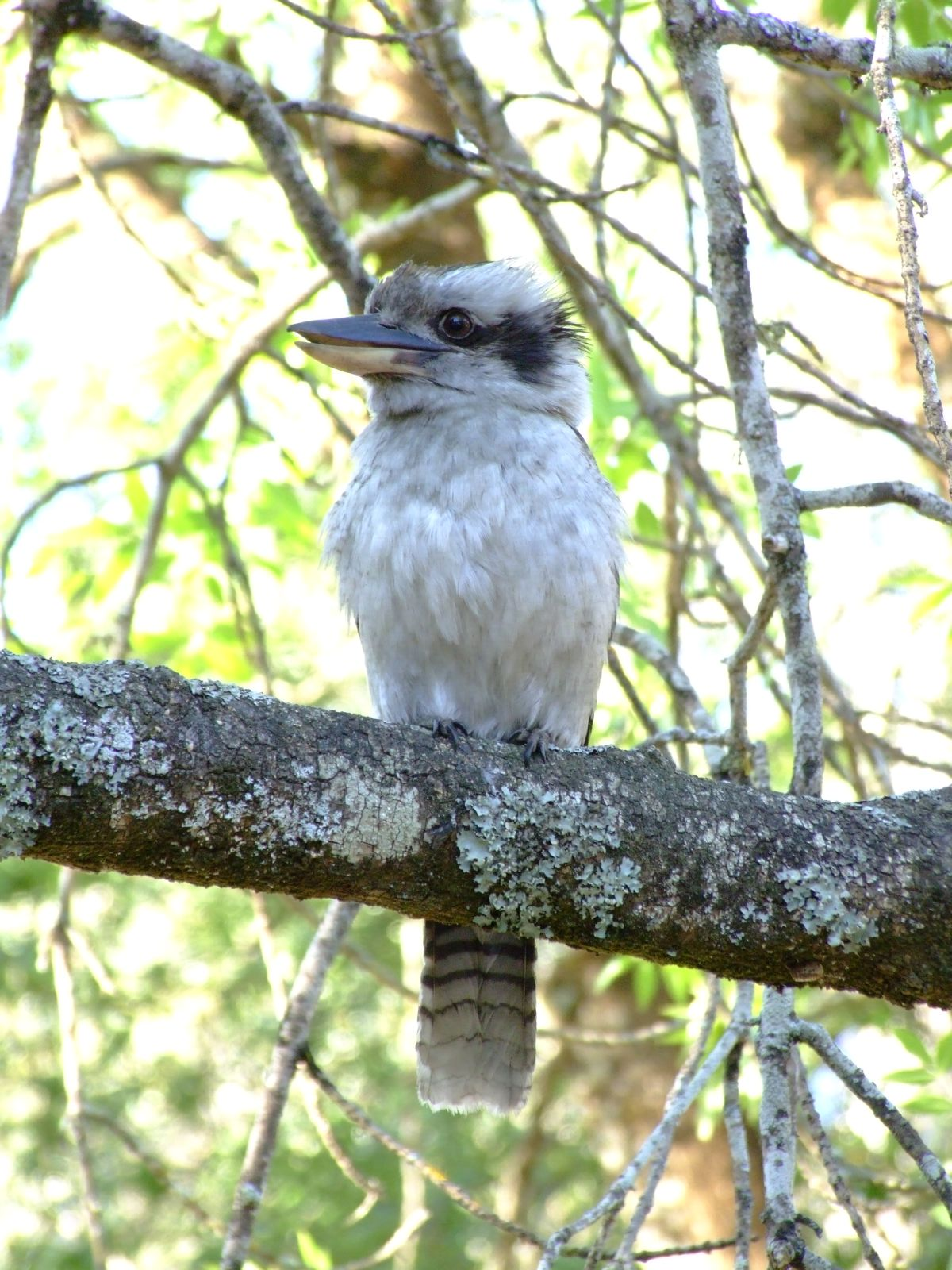

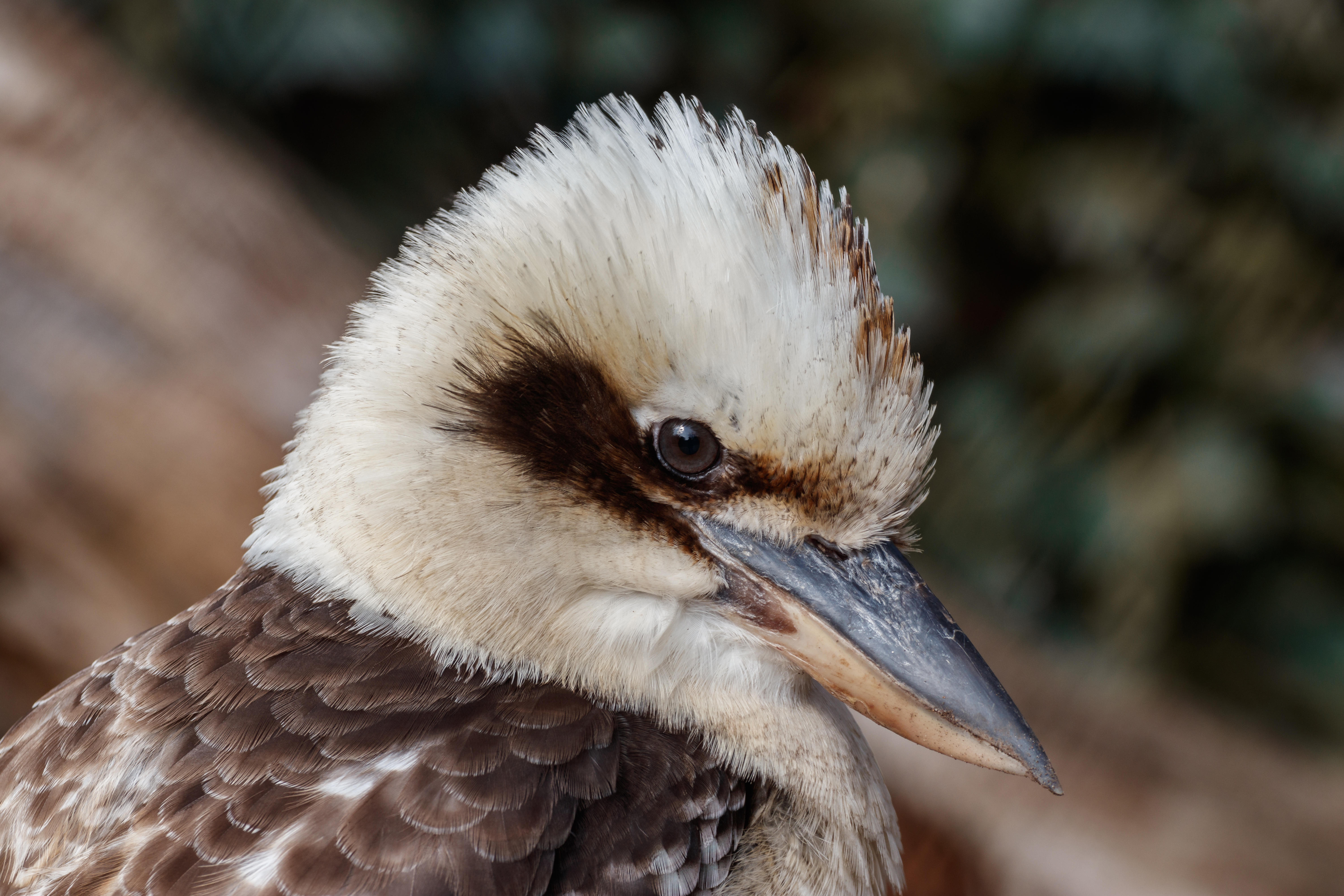

On le trouve dans toute la partie est de l'Australie et il a été introduit à l'heure actuelle dans le sud-ouest de l'Australie-Occidentale, en Tasmanie, dans les îles Flinders et Kangourou.
Un certain nombre d'entre eux ont été introduits en Nouvelle-Zélande entre 1866 et 1880 mais seuls ceux qui ont été libérés dans l'île Kawau par sir George Grey ont survécu. On en trouve encore des descendants à l'heure actuelle.
Il habite dans toutes les zones boisées où il peut trouver à proximité des zones dégagées pour pouvoir chasser. Il ne craint pas la proximité de l'homme.

## Alimentation
Comme tous les martins-chasseurs, il se nourrit en attendant patiemment installé sur une branche qu'une proie passe à proximité pour se précipiter dessus : carnivore, il mange ainsi souris et autres petits mammifères analogues, gros insectes, lézards, petits oiseaux et oisillons, et, surtout serpents. Il s'attaque de préférence à des proies plus petites que lui mais il n'est pas rare qu'il s'attaque par surprise à des animaux nettement plus gros que lui, en particulier des serpents venimeux. Les proies les plus petites sont avalées vivantes, les proies plus grosses sont d'abord tuées en les frappant vivement sur le sol.
Cet animal produit des pelotes de réjection. 

## Reproduction

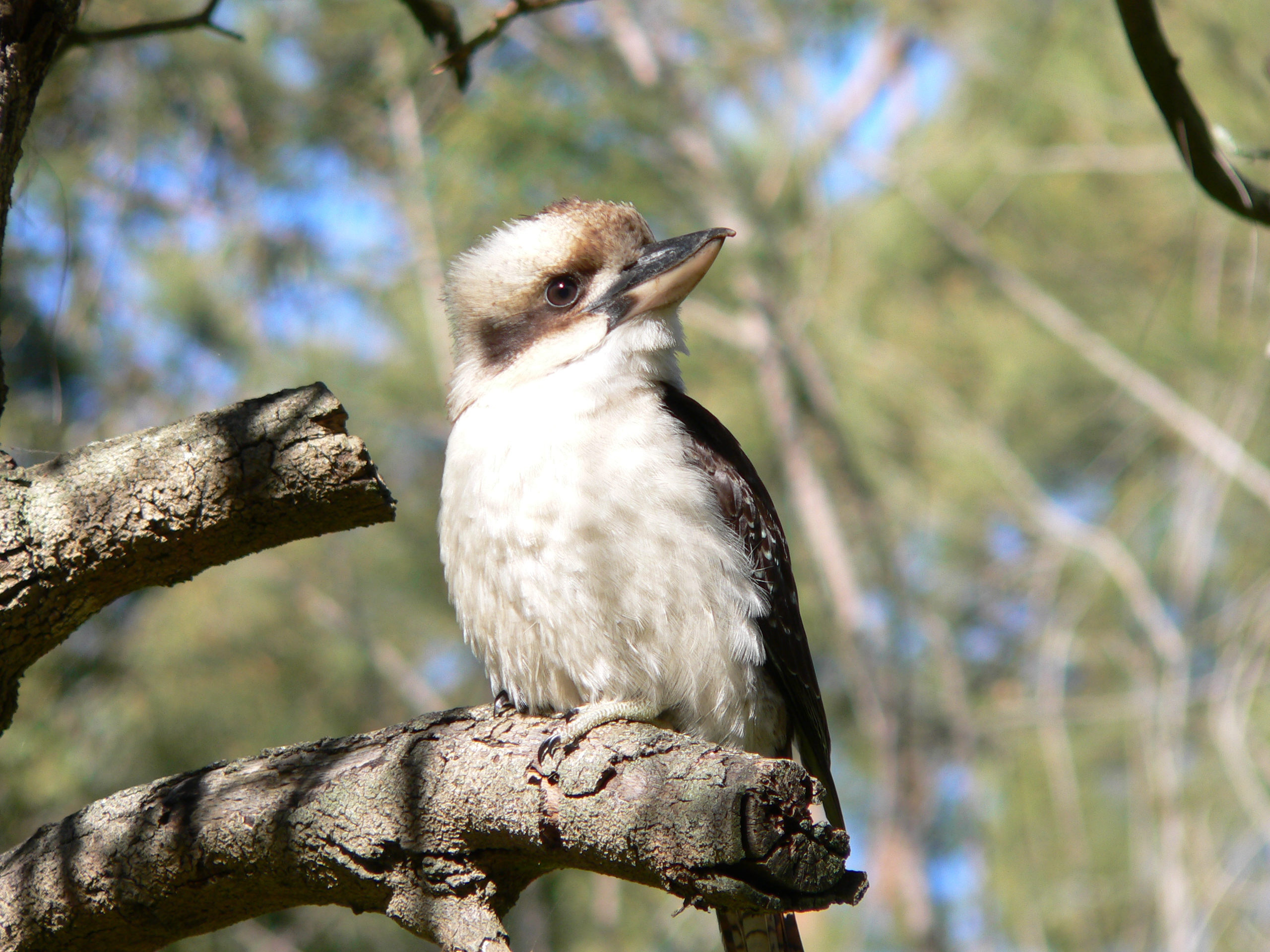
Un kookaburra

La saison des amours est au début de l'été dans l'hémisphère sud (octobre, novembre). Les couples sont fidèles et couvent et s'occupent des petits à deux.
La femelle pond généralement un œuf tous les deux jours et la couvée est généralement de trois œufs. Les petits ont un crochet sur la partie supérieure du bec qui disparaîtra en vieillissant mais ce harpon peut être utilisé dans des combats entre oisillons si la nourriture n'est pas suffisante. Le plus fragile des oisillons peut ainsi être tué par ses frères et sœurs.
Par contre, on peut voir les oisillons des couvées précédentes aider leurs parents pour chasser et nourrir leurs plus jeunes frères et sœurs.

## Kookaburra albinos
En 2010, un fermier australien a découvert, au pied d'un arbre, deux kookaburras de seulement quelques semaines, ayant la particularité d'être albinos (plumes blanches, yeux et bec roses). C'est la première fois que de tels spécimens sont observés.

## Anecdote
- Dans les films de Tarzan avec Johnny Weissmuller, les bruiteurs de la réalisation de l'époque se sont servis de cris de kookaburras. C'est une aberration, car l'action de Tarzan se passe en Afrique alors que le kookaburra est australien[4].
- Le kookaburra est l'oiseau national du territoire de la Nouvelle-Galles du Sud.
- Le kookaburra est représenté sur une pièce de monnaie (argent et or, de différents poids) frappée par la Monnaie royale australienne.

## Bande dessinée
Kookaburra est une série de bande dessinée de science-fiction réalisée par Crisse, aux éditions Soleil.